# 台灣立報
《台灣立報》（英語：Lihpao），簡稱《立報》，前身是台灣的中文報紙，創辦人為一代報人成我。台灣立報為世新大學附設單位，歷任社長包括成露茜、彭懷恩等人。2017年，台灣立報復刊，由世新大學口語傳播暨社群媒體學系教授游梓翔擔任社長，帶領立報轉型為「社群媒體的媒體」，以教育、科技、傳播為三大關注主軸，發表評論文章，並邀請30位世新大學師生及校友，組成評論撰寫團隊。2019年轉型為網路媒體《立報傳媒》（英語：Li Media），更加關注生活消費、藝文旅遊、教育運動、影視科技等領域。

## 發刊形式
原本為每週一至週五發行，版式為四開小型日報，週一至週四發行4張16版，週五發行6張24版，每份零售價為新台幣10元。從2017年3月13日復刊之後，藉由社群媒體發表專欄文章及專題報導。2019年起，以全新官方網站《立報傳媒》面向大眾，擴大新聞採訪線路，包括生活消費、藝文旅遊、教育運動與影視科技等領域，特別關注新創發展，以深化「專業教育、傳播、科技新媒體」之定位，令受眾群體以倍數擴增。

## 歷任社長
- 成舍我（創辦人，1988-1991）
- 成露茜（1991-2010）
- 成嘉玲（2010）
- 魏瀚（2010-2014）
- 彭懷恩（2014-2016）
- 游梓翔（2017-2018）

## 立場與觀點
以往《台灣立報》常刊載左派言論，其社論每逢政經社議題更傾向於持左派立場，曾刊登正面評價義和團及文化大革命的文章。《台灣立報》也透過「左右看」的「右看」刊載右派言論。《台灣立報》常有同性戀及跨性別報導。《台灣立報》認為，同性戀如同異性戀與雙性戀，只是一種戀愛形式，應該受到公平對待。
2017年3月13日立報復刊，由三十位來自世新大學的學者與校友，組成「三十而立」評論撰寫團隊。秉持成舍我創辦立報的「同人報」精神，由「三十同人」共同主筆，作為意見媒體形式重新出發，呈現多元觀點與論述，著重於傳播、教育與科技三項議題，作出獨立觀察與建議。
2019年轉型為網路媒體《立報傳媒》，以新媒體型態面對社會大眾，更加關注生活消費、藝文旅遊、教育運動、影視科技等領域，並與美國加利福尼亞大學柏克萊分校合作翻譯醫學期刊《健康文摘》〈Wellness Letter〉，以專題報導形式推廣「健康傳播」。

## 歷史
- 1988年7月12日，行政院新聞局核准《台灣立報》創刊，當時高齡91歲且右眼失明的成舍我依然親自督導《台灣立報》每個環節。
- 1995年，《台灣立報》副刊改為獨立發行的《破報》；1995年8月發行〈試刊號〉、9月發行〈創刊號〉。
- 1998年3月1日，《台灣立報》發表成露茜撰寫的改版宣言〈引爆多元對話 共營新新教育〉，定位為「全國唯一教育專業報」，「以深入淺出的方式，剖析廣義的教育；以報紙作為媒介，發揚教育社會的理想。」[7]
- 2006年，越南文《四方報》創刊。
- 2008年1月30日，《台灣立報》公布聲明〈台灣立報聲明拒絕歧視廣告〉，稱其廣告刊登標準將比照《四方報》，除了與《破報》聯賣的部份之外，在可以全權處理的範圍之內，拒絕刊登歧視、扭曲或打壓弱勢族群的廣告；另外，《台灣立報》所刊登的文章與報導，其主筆或寫手如有歧視、扭曲或打壓弱勢族群的言論，編輯或討論板板主將撰文申明弱勢族群立場。[8]
- 2008年4月潑水節，泰文《四方報》創刊。
- 2010年1月27日下午，成露茜病逝於台大醫院，享年71歲。
- 2013年5月21日下午，《台灣立報》記者鄭諺鴻22日於刑事警察局約談後承認其於臉書撰文的便當文事件是聽來的，鄭諺鴻為圓謊而找人假扮了文中的便當店老闆與編輯部主管見面以搏取信任，《台灣立報》也隨即決定解除鄭姓記者職務。《四方報》與《台灣立報》自始至終並未刊登便當文相關報導。
- 2013年5月22日凌晨，針對便當文事件，《四方報》總編輯張正於臉書向民眾「道歉」後請辭。[9]
- 2014年3月31日下午，《台灣立報》發布改版啟事：4月1日至4月4日由每日16版減為每日8版，4月5日起暫停出刊，8月1日復刊。[10]
- 2014年8月1日，《台灣立報》回歸世新大學管理，辦公室遷至校內，縮版復刊[11]。
- 2016年10月31日，《台灣立報》舊版官網停更，並因未付費等因素而下架。
- 2017年3月13日重新復刊，以革命性的「社群媒體媒體」（social media media）面貌重新啟動。以30位作者撰寫專欄型式，於Facebook、微信刊載、發布。[3]
- 2019年轉型為網路媒體《立報傳媒》，正式以新媒體型態面對社會大眾，擴大影響力。

## 獎項記錄
| 年     | 獎項                                   | 入圍/得獎   | 入圍／得獎 的 作品／記者                                     |
| 1999年 | 第2屆永續台灣報導獎                    | 得獎        | 【文字報導獎】第三名張正 (媒體工作者)、廖雲章                |
| 2006年 | 第2屆好「媒」人 優良平面兒少新聞報導獎 | 得獎        | 【攝影獎佳作】黃世麒 【學生組-兒少新聞攝影獎】唐紹航         |
| 2007年 | 台灣新聞攝影大賽                       | 入圍        | 【體育新聞類】黃世麒                                         |
| 2007年 | 第3屆好「媒」人 優良平面兒少新聞報導獎 | 得獎 第一名 | 【攝影獎】黃世麒                                             |
| 2009年 | 第9屆社會公器獎                        | 入圍        |                                                              |
| 2009年 | 教育部創造性別平等 文化銀質獎          | 得獎        | 史倩玲                                                       |
| 2010年 | 優質新聞獎                             | 得獎        | 【平面媒體-即時新聞類】游婉琪                                |
| 2010年 | 台灣新聞攝影大賽                       | 優選        | 【新聞人物類】郭晉瑋                                         |
| 2011年 | 優質新聞獎                             | 得獎        | 【平面媒體-即時新聞類】史倩玲 【專題新聞類】史倩玲           |
| 2011年 | 第2屆雲豹新聞獎                        | 得獎        | 【平面媒體類-即時新聞獎】呂淑姮                              |
| 2011年 | 總統府與我攝影比賽                     | 得獎        | 【金獎】楊萬雲                                               |
| 2011年 | 原住民攝影圖文競賽                     | 得獎        | 【特優】楊萬雲                                               |
| 2011年 | 社會光明面新聞報導獎                   | 得獎        | 白宜君                                                       |
| 2012年 | 優質新聞暨忠實報導獎                   | 得獎        | 【平面媒體類-即時新聞獎】史倩玲、呂淑姮 【忠實報導獎】呂淑姮 |
| 2013年 | 台灣新聞攝影大賽                       | 得獎 第二名 | 【體育新聞類】楊萬雲                                         |
| 2013年 | 第17屆兩岸新聞報導獎                   | 得獎        | 【報紙專題報導獎-佳作】呂淑姮                                |
| 2014年 | 台灣新聞攝影大賽                       | 得獎 第一名 | 【突發新聞類】楊子磊                                         |
| 2024年 | 台灣新聞普立茲獎                       | 得獎        | 潘韜宇                                                       |